# (896) Sphinx
(896) Sphinx ist ein Asteroid des Hauptgürtels, der am 1. August 1918 vom deutschen Astronomen Max Wolf in Heidelberg entdeckt wurde.
Der Name leitet sich ab von der berühmten Figur aus den Mythologien Ägyptens und Griechenlands.